# Hypogastrura rehi
Hypogastrura rehi är en urinsektsart som beskrevs av Borner 1906. Hypogastrura rehi ingår i släktet Hypogastrura och familjen Hypogastruridae. Inga underarter finns listade i Catalogue of Life.